# Bălilești (gmina Tigveni)
Bălilești – wieś w Rumunii, w okręgu Ardżesz, w gminie Tigveni. W 2011 roku liczyła 159 mieszkańców.